# Barbarossastraße 10 (Mönchengladbach)

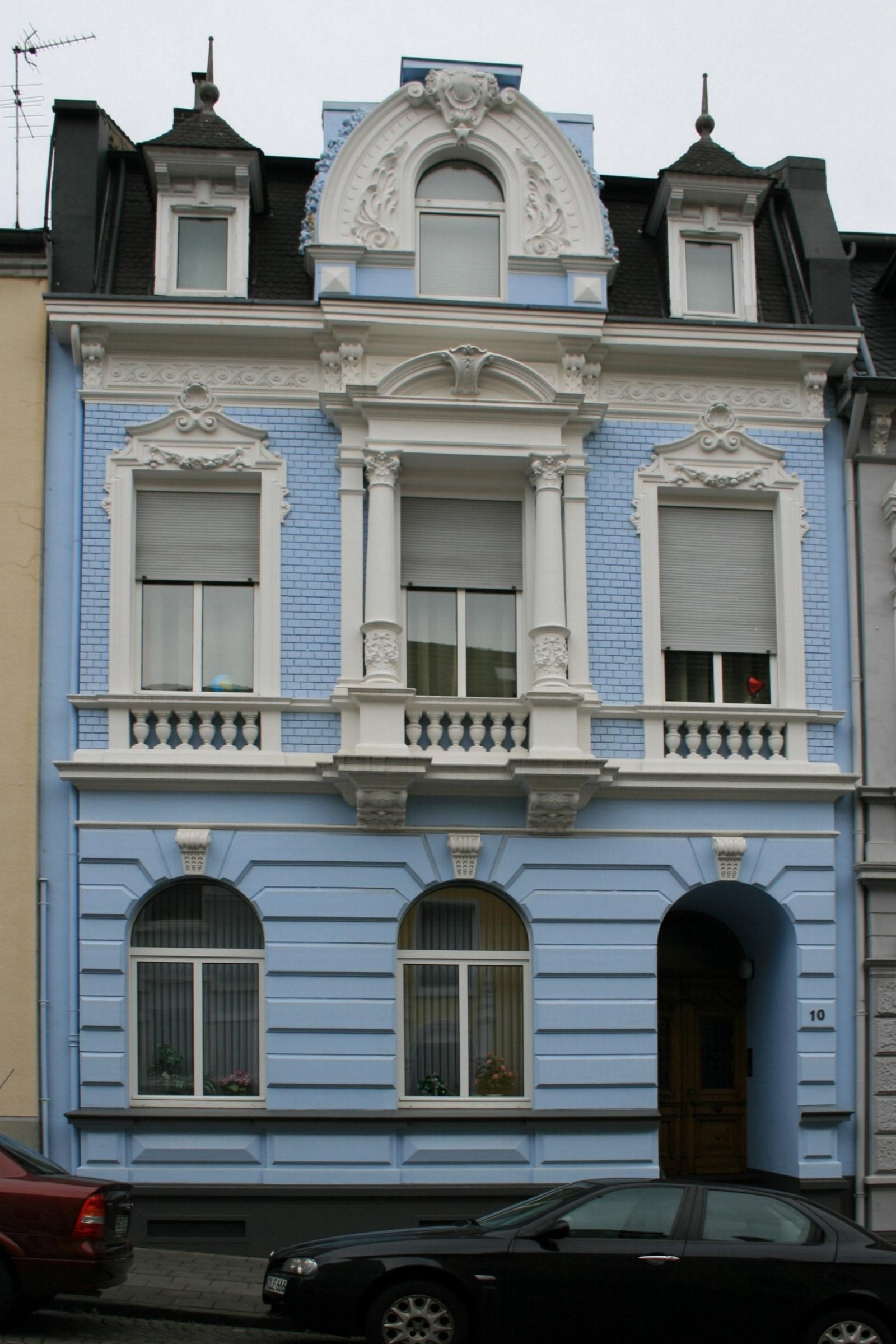
Wohnhaus (2010)

Das Wohnhaus Barbarossastraße 10 befindet sich in Mönchengladbach (Nordrhein-Westfalen) im Stadtteil Gladbach.
Das Gebäude wurde um die Jahrhundertwende erbaut. Es ist unter Nr. B 053 am 15. Dezember 1987 in die Denkmalliste der Stadt Mönchengladbach eingetragen worden.

## Lage
Die Barbarossastraße liegt nördlich des alten Stadtkerns als steil ansteigende Verbindung (mit der Staufenstraße) von Aachener und Viersener Straße. Sie gehört in ihrem alten Bestand zum historischen Ausbau Mönchengladbachs.

## Architektur
Das Haus Nr. 10 stammt aus der Jahrhundertwende. Es ist ein zweigeschossiges Haus in 2:3 Achsen mit ausgebautem Mansarddach. Mittig bekrönt das ausgebaute Dach ein mächtiger, stumpfer Giebel mit Rundbogenfenster. Die seitliche Begrenzung des Schieferdaches besteht aus zwei überhöhten Brandmauern.